# Cenacolo de Santa Maria del Carmine
Le Cenacolo de Santa Maria del Carmine désigne la fresque d'Alessandro Allori datant de 1582 qui couvre la paroi du fond de la salle du réfectoire du couvent attenant à l'église Santa Maria del Carmine à Florence.

## Description
La Cène au sens iconographique, est le dernier repas pris par Jésus avec ses apôtres. L'iconographie chrétienne les représente de face de part et d'autre du Christ placé au centre d'une longue table dressée, seul Judas est placé de l'autre côté souvent vu de dos par les spectateurs (ici dans l'ombre à droite).
La table dressée comporte une multitude d'aliments, une présence aux intentions symboliques : vin, pain, olive, amande, poire, fenouil, dattes, châtaigne, câpres mais aussi de fleurs : œillet, lys, violette, rose, fleur de cognassier, chardon.

## Analyse
Sa composition est strictement identique à celle du Palazzo della Ragione de Bergame (215 × 750 cm) :

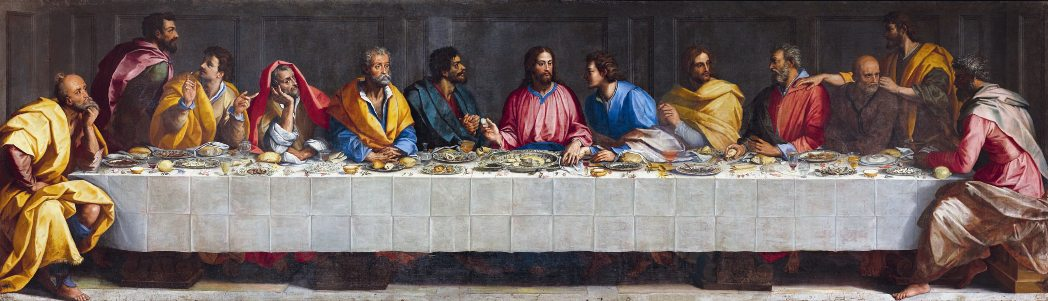

Des œuvres inspirées directement, pour le placement des protagonistes, de celle d'Andrea del Sarto à San Salvi :

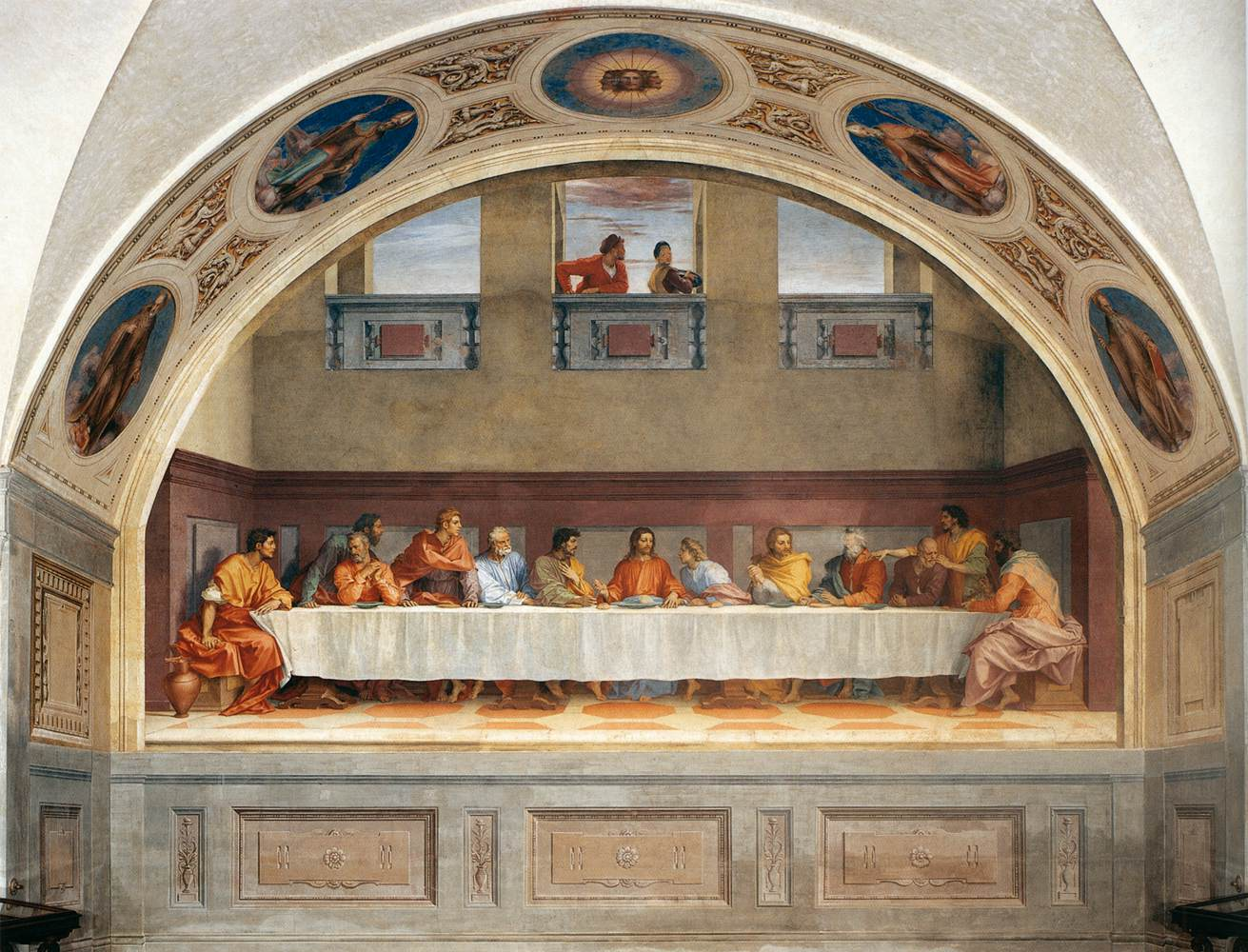